# Kleine vlokslak
De kleine vlokslak (Aeolidiella glauca) is een slakkensoort uit de familie van de Vlokslakken (Aeolidiidae). De wetenschappelijke naam van de soort werd in 1845, als Eolis glauca, voor het eerst geldig gepubliceerd door Alder & Hancock.

## Beschrijving
De kleine vlokslak is een zeenaaktslak, tot 45 mm lang, die lijkt op de grote vlokslak maar slanker is en relatief kortere papillen heeft. De papillen zijn rond en in kammen gerangschikt. Vooral op de kop, rug en voorste papillen zit een oranje waas. De papillen hebben een grijzige inhoud. De kleine vlokslak leeft van de gewone slibanemoon, mogelijk worden ook gewone golfbrekeranemoon en andere zeeanemonen gegeten.

## Verspreiding
De kleine vlokslak  komt voor langs de Europese westkust van Noorwegen, via de Britse Eilanden en de Noordzee tot Frankrijk. In Nederland sinds de jaren 1980 algemeen in Grevelingen en de Oosterschelde, maar zeldzaam in de Waddenzee. Het leefgebied betreft zandige slibbodems en op of nabij hard substraat, in gebieden waar veel slibanemonen voorkomen. Vooral op plaatsen zonder of met geringe getijdestroming.